# 張稀哲
張 稀哲（チャン・シージャー、漢音読み: ちょう きてつ、ピン音:Zhang Xizhe, 1991年1月23日 - ）は、中華人民共和国・湖北省武漢市出身のサッカー選手。中国サッカー・スーパーリーグ・北京国安所属。中国代表。ポジションはミッドフィールダー。

## 来歴

### クラブ
2006年に北京国安の下部組織に加入。2010年には北京国安精安隊としてシンガポールリーグ（Sリーグ）に参戦、
2014年12月16日、ドイツのVfLヴォルフスブルクに入団した。2年半契約で契約期間は2017年夏までになっている。中国人選手がドイツ・ブンデスリーガ1部でプレーするのは4人目となる。だがヴォルフスブルクではケヴィン・デブルイネ、アンドレ・シュールレなどライバルが多数いたこともあり、3度ブンデスリーガでベンチ入りも出場機会はなく2014-15シーズンを終えた。
2015年7月15日、古巣の北京国安に復帰することを発表した。

## 所属クラブ
ユース経歴
- 1998年 - 2004年  Qinhuangdao Football School
- 2005年 - 2006年  Beijing Black Horse
- 2006年 - 2009年  北京国安足球倶楽部

プロ経歴
- 2009年 - 2014年  北京国安足球倶楽部
  - 2010年 → 北京国安足球倶楽部精英隊 (期限付き移籍)
- 2015年  VfLヴォルフスブルク
- 2015年 -  北京国安足球倶楽部

## タイトル
クラブ
 北京国安
- 中国サッカー・スーパーリーグ：1回 (2009)

 VfLヴォルフスブルク
- DFBポカール：1回 (2014-15)